# Ludwig Vordermayer
Ludwig Vordermayer (* 25. Dezember 1868 in München; † 20. Juni 1933 in Berlin) war ein deutscher Bildhauer.

## Leben
Ludwig Vordermayer stammte aus einer bekannten Bildhauerfamilie. Er war der Sohn des Bildhauers Hans Vordermayer (1841–1888), dessen Bruder Mathias Vordermayer ebenfalls ein einflussreicher Bildhauer war. Er besuchte 1888–1890 die Unterrichtsanstalt des Kunstgewerbemuseums in Berlin. 1890/91 war er Schüler bei Peter Breuer, anschließend bis 1894 bei Karl Begas. Ab 1893 war Vordermayer auf der Großen Berliner Kunstausstellung vertreten.
Über sein Leben ist bisher nur wenig dokumentiert. Er widmete sich mit Vorliebe der Tierdarstellung. Mehrere seiner kleinen Arbeiten hatte die Gießerei Gladenbeck in Berlin in ihren Katalogen. Er schuf auch freimaurerische Kunst und war wohl auch selbst Logenmitglied.
Vordermayer starb in Berlin und wurde auf dem Berliner Friedhof der St. Matthiasgemeinde beigesetzt.

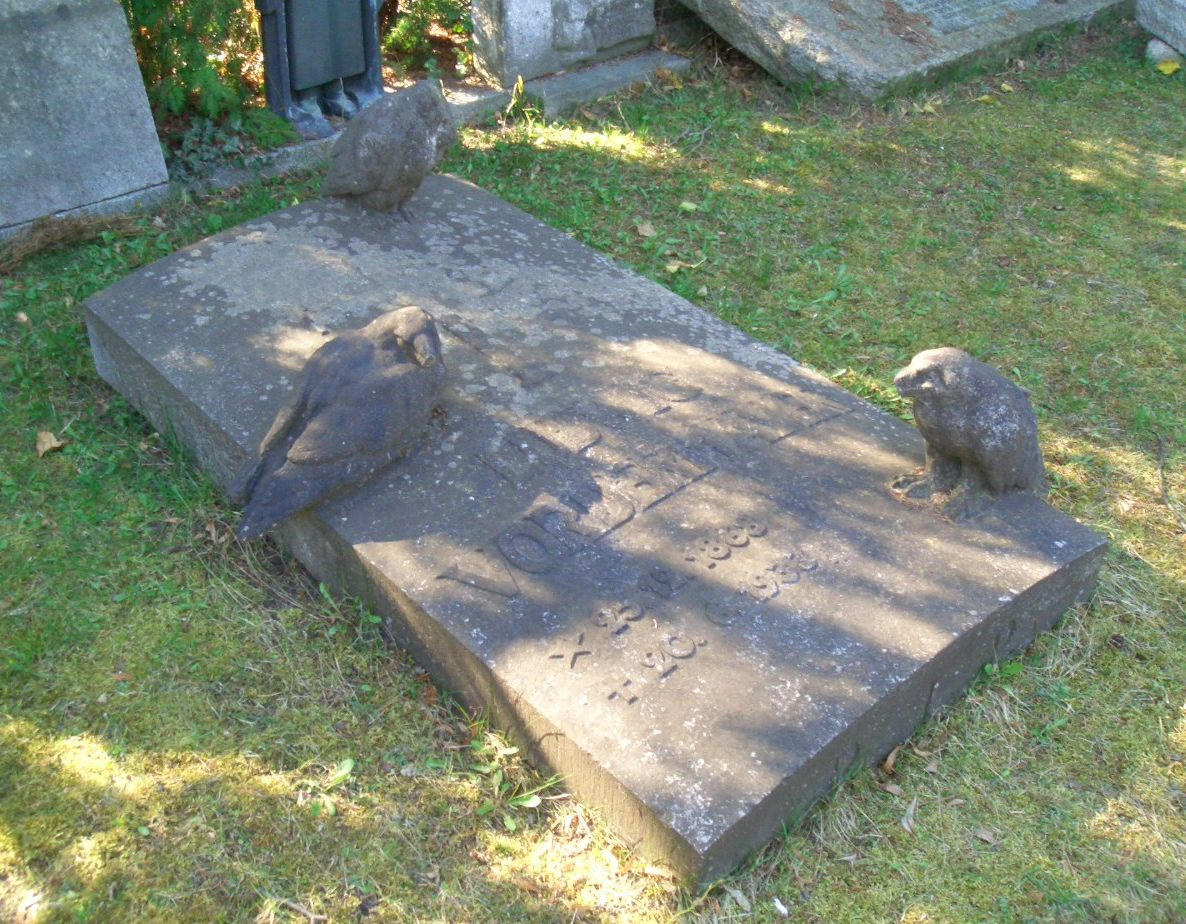
Grab auf dem St. Matthias-Friedhof in Berlin, vermutlich selbst gestaltet

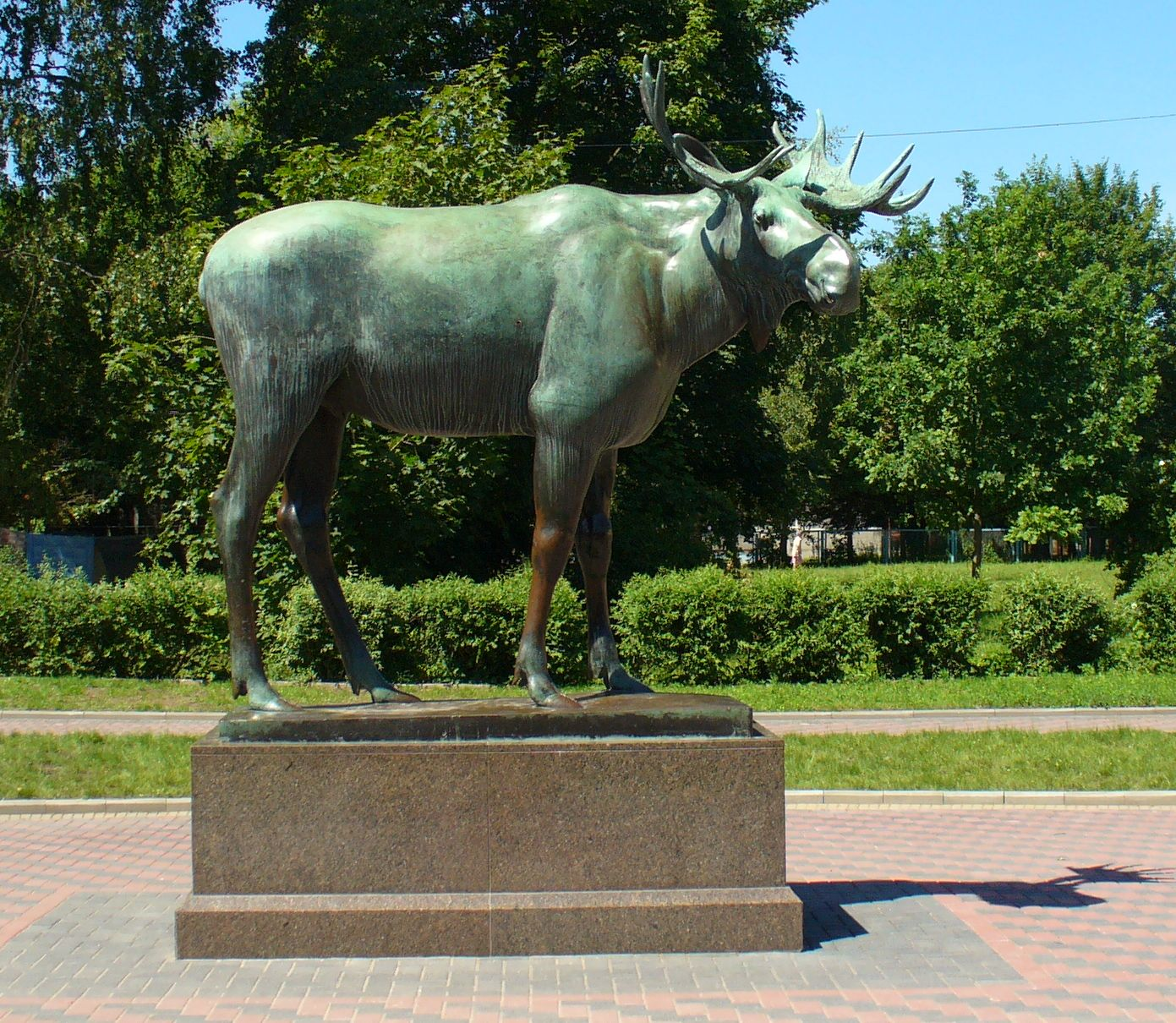
Elch in Gumbinnen (Гусев)

## Werke
- 1900: Sandalenbinderin
- 1900: Perseus mit dem Haupt der Medusa, Kopie nach einer Bronzeskulptur von Benvenuto Cellini (16. Jahrhundert); Lantz’scher Park, Düsseldorf
- 1903: Hahn (Bronze, Nationalgalerie Berlin; weiteres Exemplar Kunsthalle Hamburg)
- 1906/1907: Brunnen für das Hotel „Fürstenhof“ in Berlin (zerstört Zweiten Weltkrieg)
- 1909: Rabe (Bronze, Nationalgalerie Berlin; weiteres Exemplar Kunsthalle Hamburg)
- 1911: Kolossaler Elch für die Stadt Gumbinnen, nach 1945 im Königsberger Tierpark, seit 1991 wieder zurück
- 1915: Gedenkstein mit sitzendem Adler für die Gefallenen des Ersten Weltkrieges auf dem städtischen Friedhof Berlin-Wilmersdorf
- 1922: Sterbender Adler auf dem Kriegerdenkmal 1914–1918 des Reitenden Feldjägerkorps, auf dem Waldfriedhof in Eberswalde
- 1925: Gefallenendenkmal bei der „Berliner Hütte“ (Schutzhütte) in den Zillertaler Alpen
- 29. Juni 1928: (Modell 1910/1911) kolossaler Elch für die Stadt Tilsit, nach 1945 im Tierpark Königsberg, seit 2006 wieder zurück
- 1929: Erboster Elch
- 1929: Philosoph
- Büste Otto von Bismarck
- Bergführer
- Holzträgerin